# José Azevedo (Radsportler)

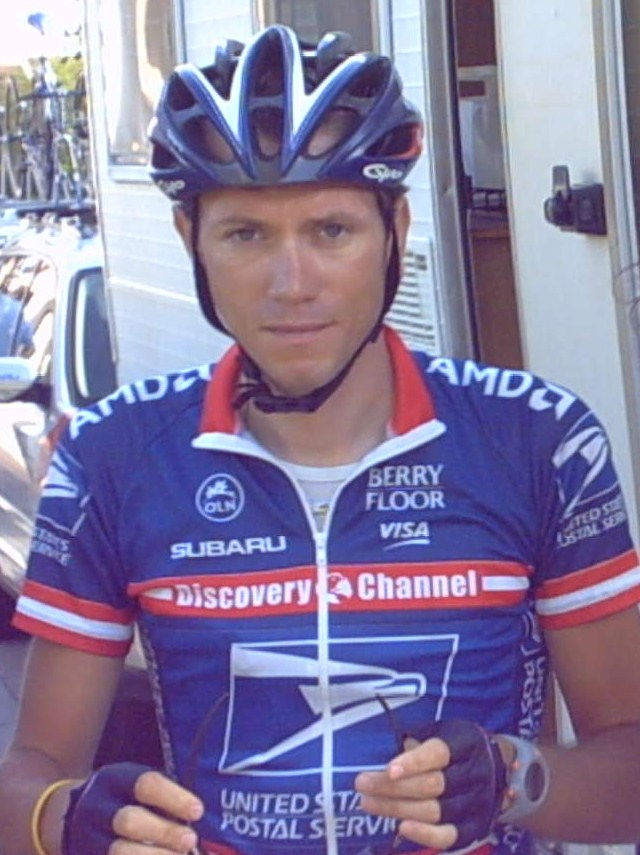
José Azevedo (2004)

José Bento Azevedo Carvalho (* 19. September 1973 in Vila do Conde, Portugal) ist ein ehemaliger portugiesischer Radrennfahrer und Sportlicher Leiter.

## Werdegang
Azevedo wurde 1994 Profi beim portugiesischen Radsportteam Recer-Boavista. Zwischen 2001 und 2003 fuhr er für die spanische Mannschaft ONCE-Eroski und entwickelte sich zu einem Spezialisten für die Grand Tours. Bei seiner ersten Teilnahme an einer dreiwöchigen Rundfahrt, dem Giro d’Italia 2001, wurde er Fünfter. Bei seinem Tour-de-France-Debüt 2002 wurde er Sechster. Er nahm noch vier weitere Male an der Tour de France teil und beendete die Rundfahrt jedes Mal. Seine beste Platzierung war Rang fünf bei der Tour de France 2004, die er ebenso wie die Austragung 2005 als Helfer des später wegen Doping disqualifizierten Siegers Lance Armstrong bestritt.
Nach seiner 2008 beendeten Karriere als Aktiver wurde Azevedo 2010 Sportlicher Leiter zunächst beim Team RadioShack und von 2015 bis 2019 beim Team Katusha.

## Erfolge
1998
- eine Etappe Volta a Portugal

2001
- eine Etappe Volta ao Algarve

2003
- eine Etappe Deutschland Tour

2004
- Mannschaftszeitfahren Tour de France

2005
- Mannschaftszeitfahren Tour de France

2007
- eine Etappe GP CTT Correios de Portugal

## Grand-Tour-Platzierungen
| Grand Tour            | 2001 | 2002 | 2003 | 2004 | 2005 | 2006 |
| --------------------- | ---- | ---- | ---- | ---- | ---- | ---- |
| Giro d’ItaliaGiro     | 5    | –    | –    | –    | –    | –    |
| Tour de FranceTour    | –    | 6    | 26   | 5    | 30   | 19   |
| Vuelta a EspañaVuelta | –    | 34   | DNF  | –    | DNF  | –    |

## Teams
- 1994–1995: Recer-Boavista
- 1996–2000: Maia
- 2001–2003: ONCE-Eroski
- 2004–2006: US Postal / Discovery Channel
- 2007–2008: Benfica